# Andrew Wolfe
Andrew Wolfe (Calgary, Alberta; 20 de mayo de 1995) es un patinador artístico sobre hielo canadiense, ganador de la medalla de bronce en el Campeonato Nacional de Canadá de Patinaje Artístico sobre Hielo celebrado de 2019, en la modalidad de parejas junto a su compañera Camille Ruest.
Andrew Wolfe también participó en los Internacionales de Francia 2018 de nuevo junto a Andrew Wolfe, quedando en quinto lugar.

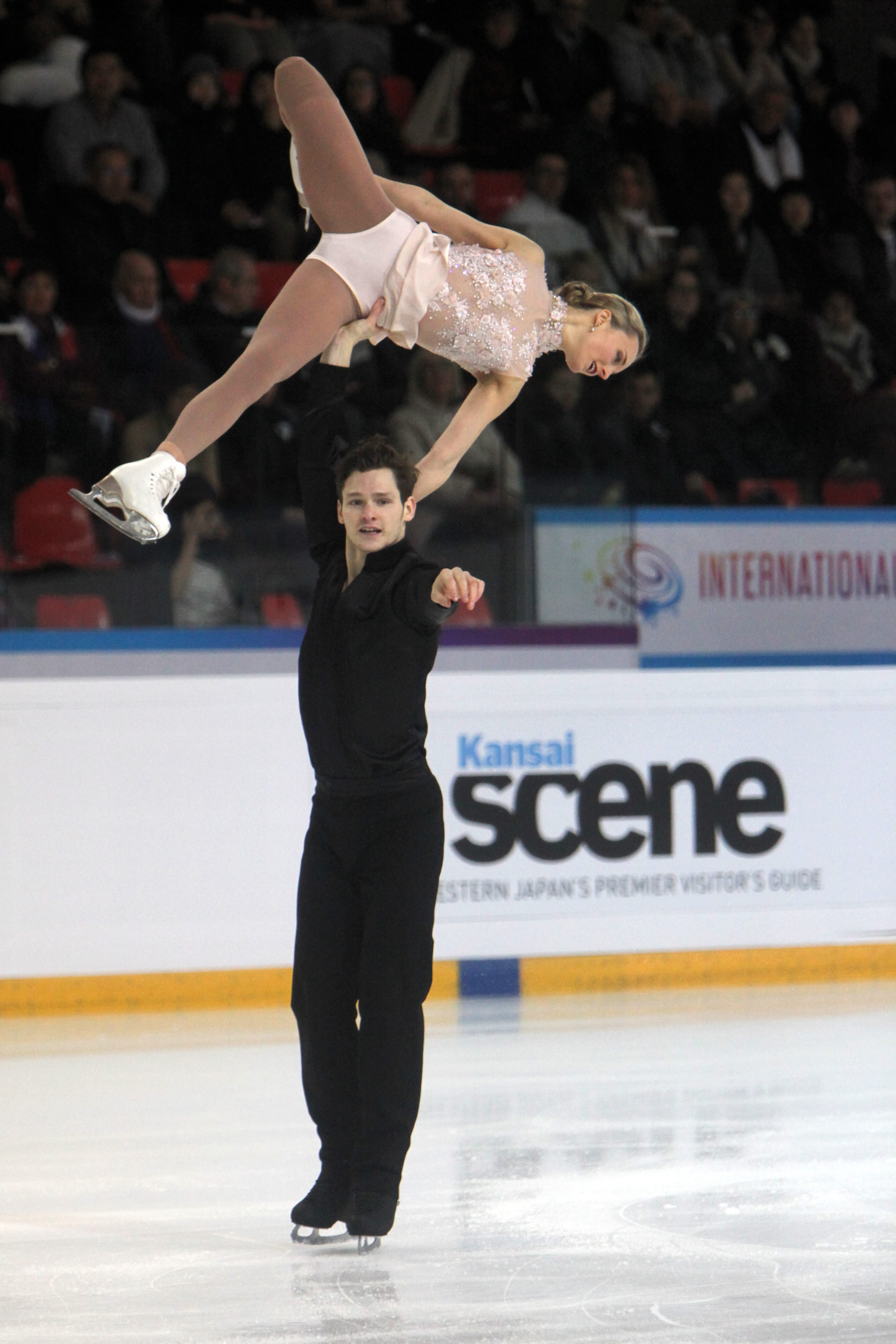
Wolfe junto a Ruest en 2018